# Детали швейных изделий
Здесь приведены термины и определения деталей швейных изделий (одежды, головных уборов и бельевых изделий (нательного, постельного и столового белья)).
Швейное изделие — изделие, изготовленное в условиях швейного производства из всех видов материалов, предназначенных для одежды и бельевых изделий.
Деталь швейного изделия — часть швейного изделия, цельная или составная.
Узел швейного изделия — часть швейного изделия, состоящая из нескольких деталей.

## Б
Бант — деталь швейного изделия для его декоративного оформления в виде ленты, завязанной в несколько петель.

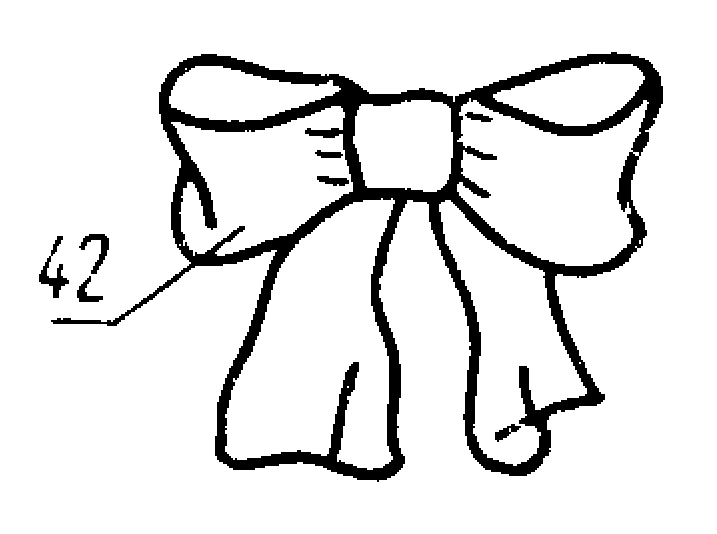
Бант

Баска — деталь швейного изделия в виде расклешённой полосы материала для декоративного оформления изделия по линии талии, пришиваемая или съёмная.

Бейка — деталь швейного изделия для его декоративного оформления в виде одинарной или сложенной вдвое полоски материала, втачиваемая между деталями или настрачиваемая на них (рис.).
Бочок — часть переда и (или) спинки, покрывающая боковую поверхность туловища.

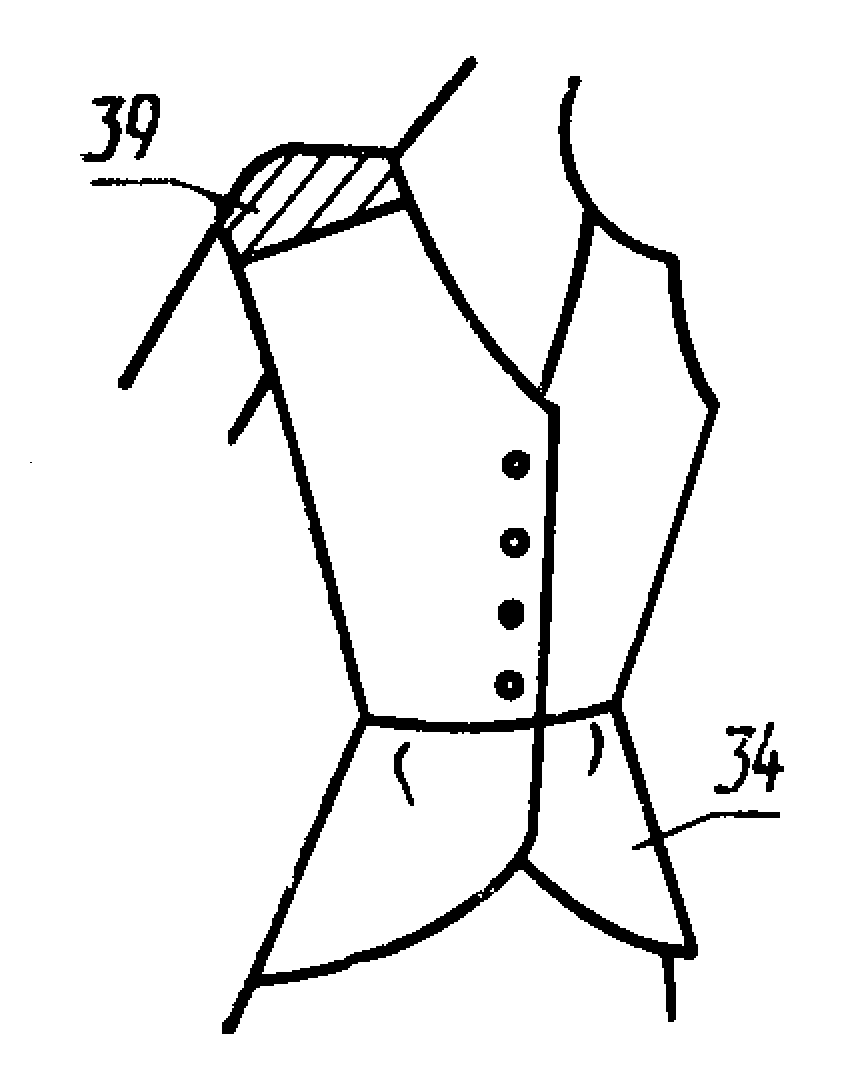
34 — Баска
39 — Накладка

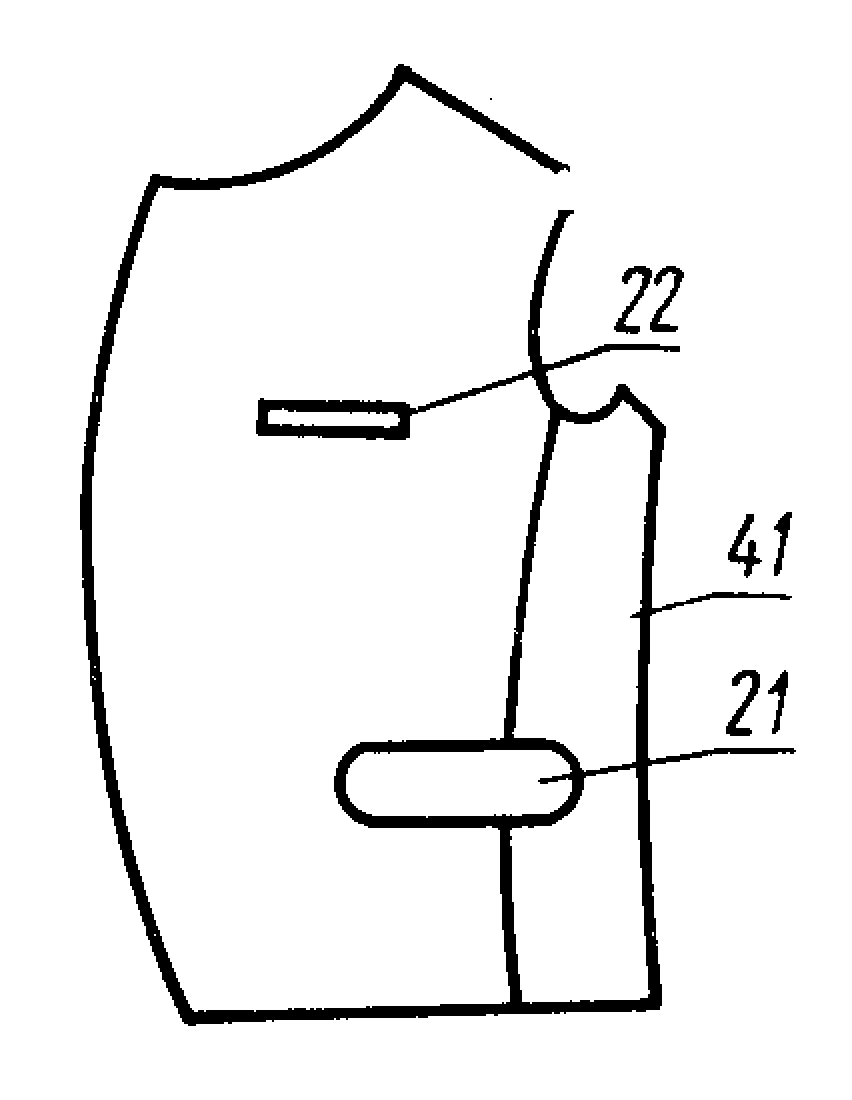
41 — Бочок
21 — Клапан
22 — Листочка

Бретель — деталь швейного изделия для поддерживания его на плечах.

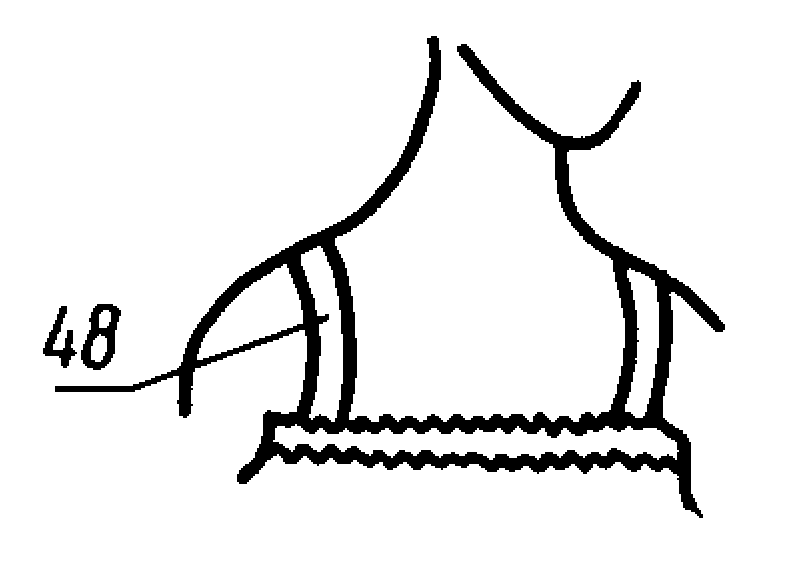
Бретель

## В
Вешалка — деталь швейного изделия из материалов или ленты для его подвешивания.

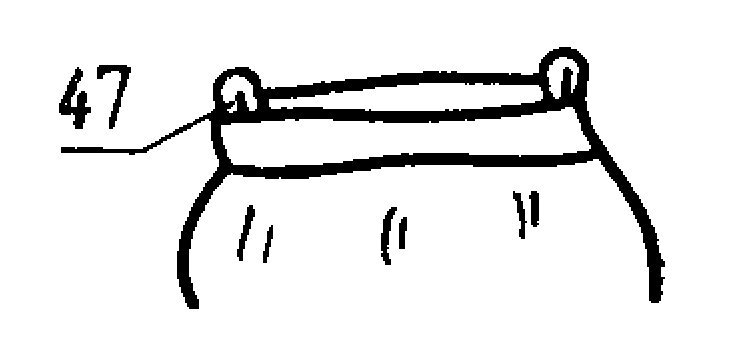
Вешалка

Волан — деталь швейного изделия для его декоративного оформления в виде широкой полосы материала, соединённой с изделием по краю одной продольной стороны, конструкция которой обеспечивает образование волнообразного края.

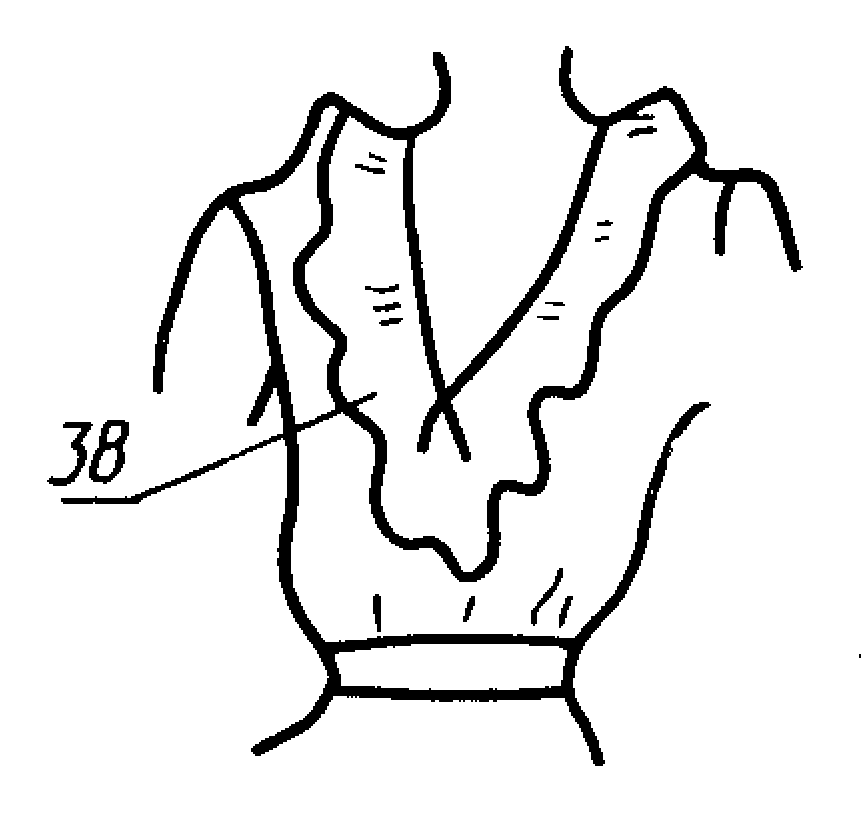
Волан

Воротник — деталь или узел швейного изделия для обработки и оформления выреза горловины.
Примечание. Воротник может состоять из верхнего и нижнего воротника.

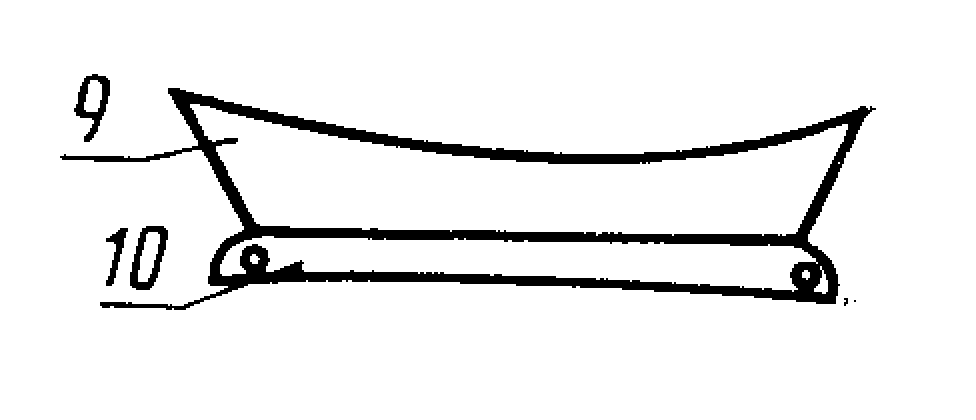
9 — Воротник
10 — Стойка воротника

Вставка — деталь или узел швейного изделия для его декоративного оформления.

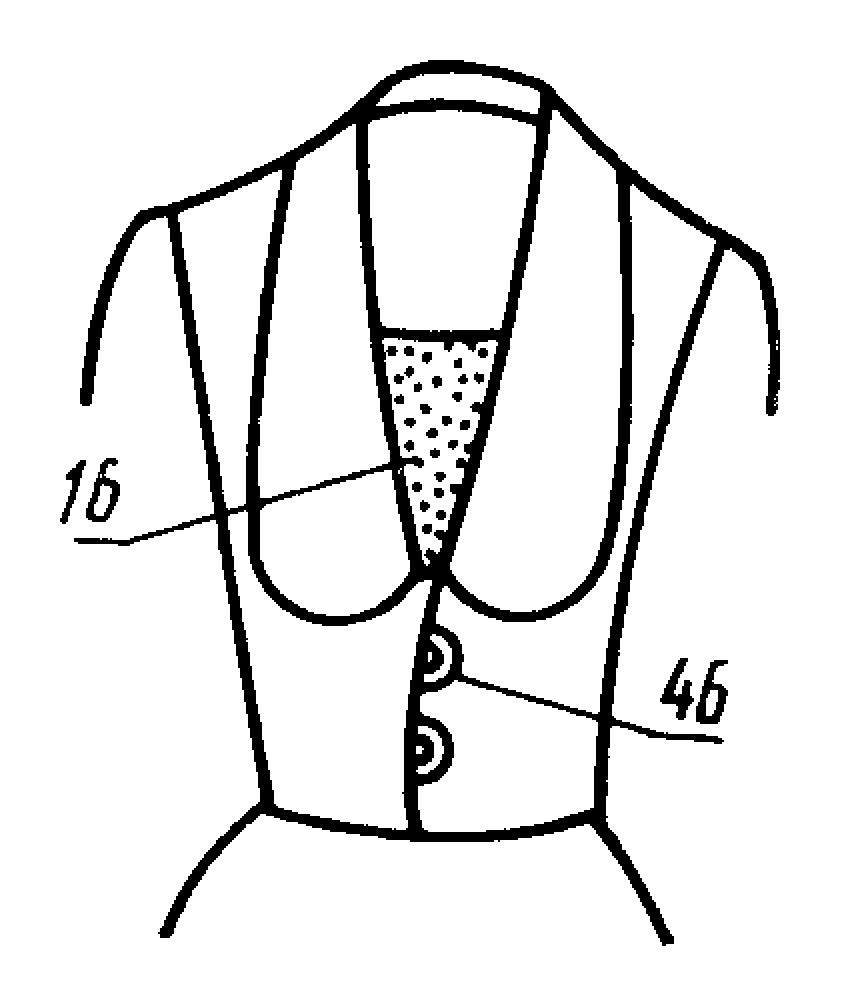
16 — Вставка
46 — Петля

## Г

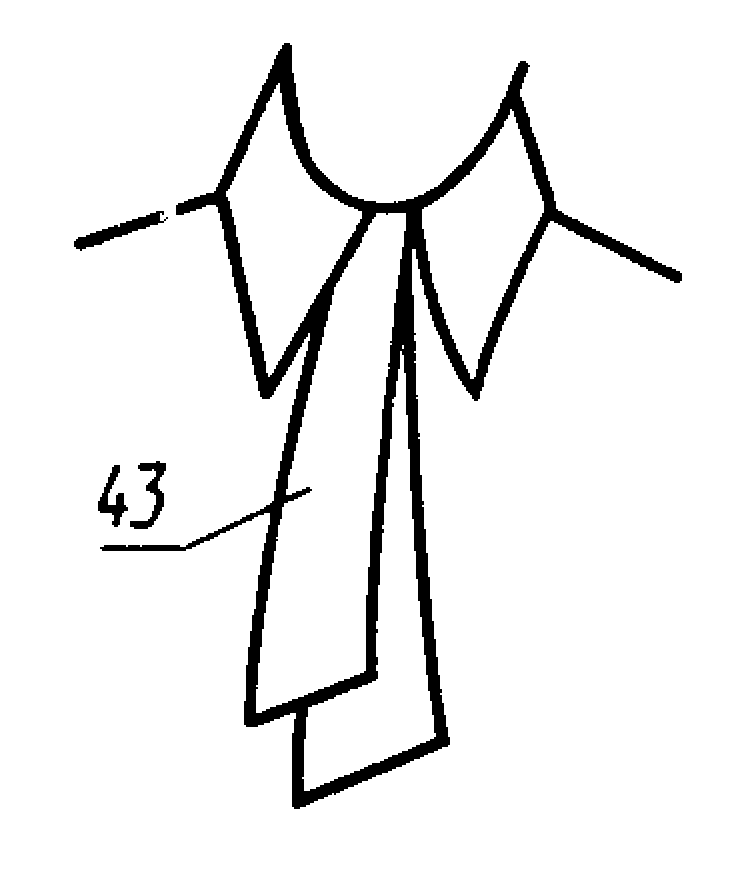
Галстук

Галстук — деталь швейного изделия для его декоративного оформления в виде широкой ленты, завязываемой узлом под воротником со свободно выпущенными концами.

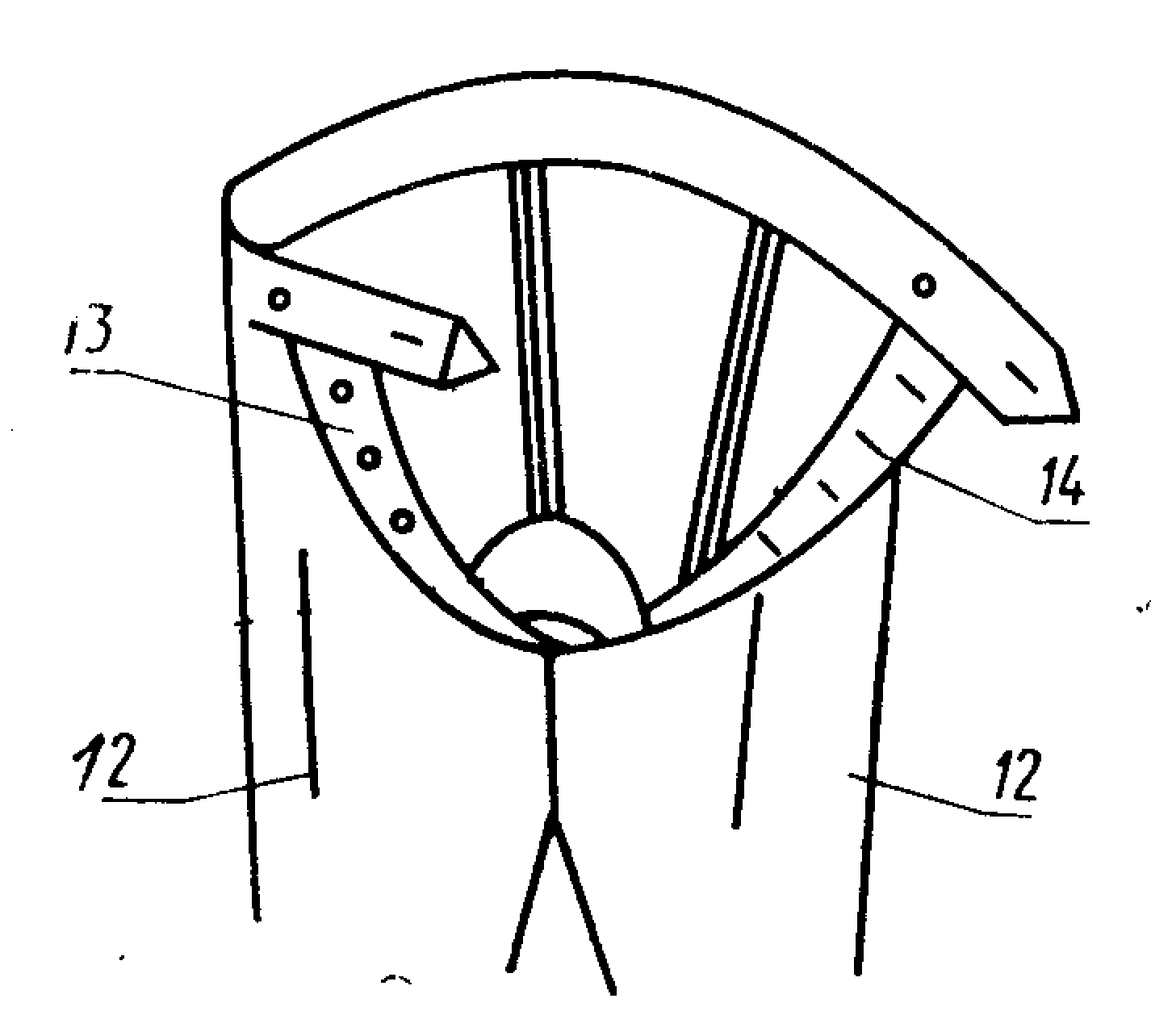
Гульфик (14) в ГОСТ 22977-89

Гульфик — деталь швейного изделия для обработки потайной застёжки передней части половины брюк, предназначенная для петель, молнии, кнопок, текстильной застёжки.

## Д
Долевик — деталь для предохранения разреза кармана от растяжения (рис.).

## Ж
Жабо — деталь швейного изделия из лёгких материалов или кружев для декоративного оформления его у воротника со сборками или складками.

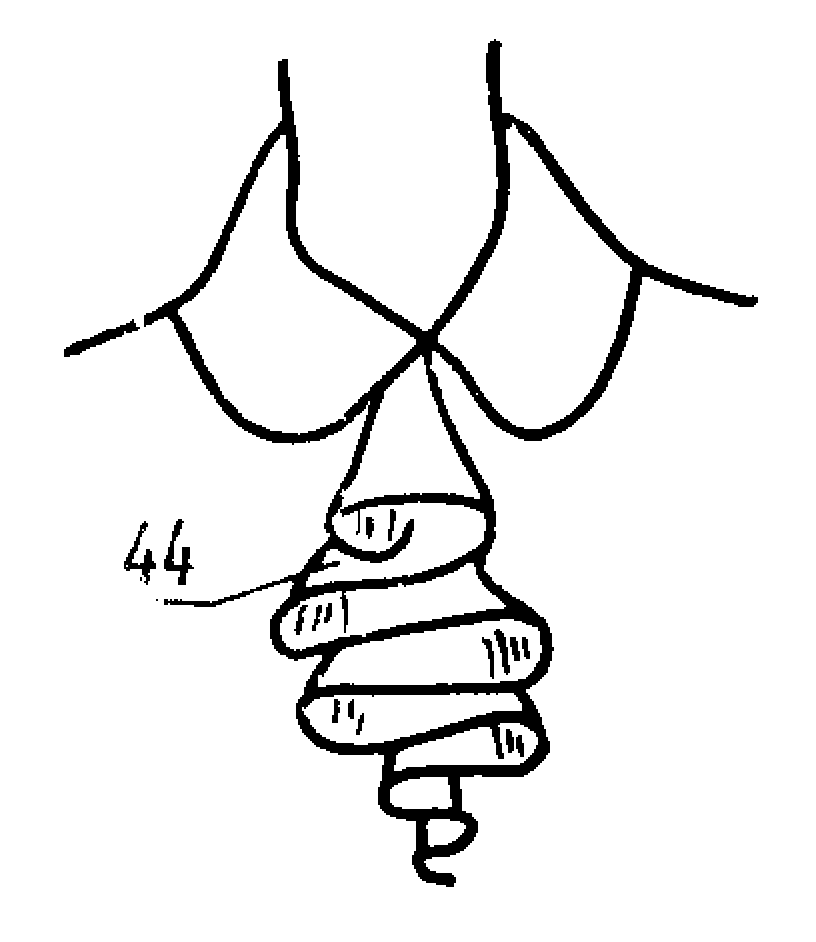
Жабо

## К
Капюшон — притачная или съёмная деталь или узел швейного изделия, покрывающая голову и прикрепляемая по линии горловины.
Карман — деталь или узел швейного изделия для хранения мелких предметов и декоративного оформления изделия.
Примечание. Карман может быть прорезной, накладной и т. д.
Клапан — деталь кармана для обработки линии разреза или являющаяся элементом декоративного оформления изделия (рис.).
Кокетка — деталь или узел верхней части переда, спинки, рукава, а также юбки и брюк.

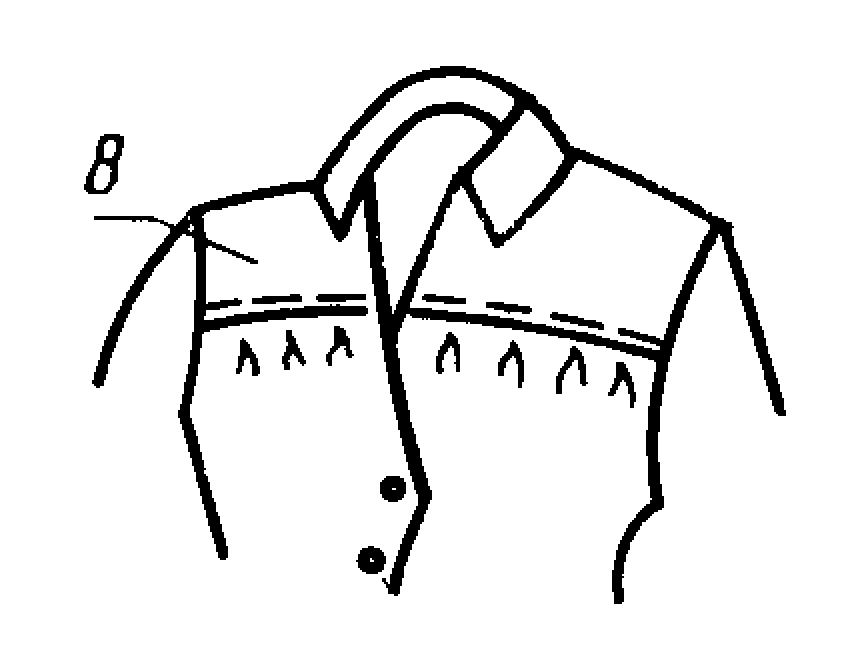
Кокетка

Кулиска — деталь швейного изделия в виде полоски материала для оформления стяжки его в различных местах.

## Л
Лея — деталь швейного изделия из подкладочного материала, покрывающая с изнаночной стороны брюк место соединения среднего шва брюк с шаговым.
Листочка — деталь кармана для обработки линии разреза, закреплённая по боковым сторонам, или являющаяся элементом декоративного оформления изделия (рис.).

## М
Манжета — деталь или узел швейного изделия для оформления низа рукавов и (или) брюк (рис.).

## Н
Нагрудник — деталь швейного изделия, покрывающая часть туловища в области груди.

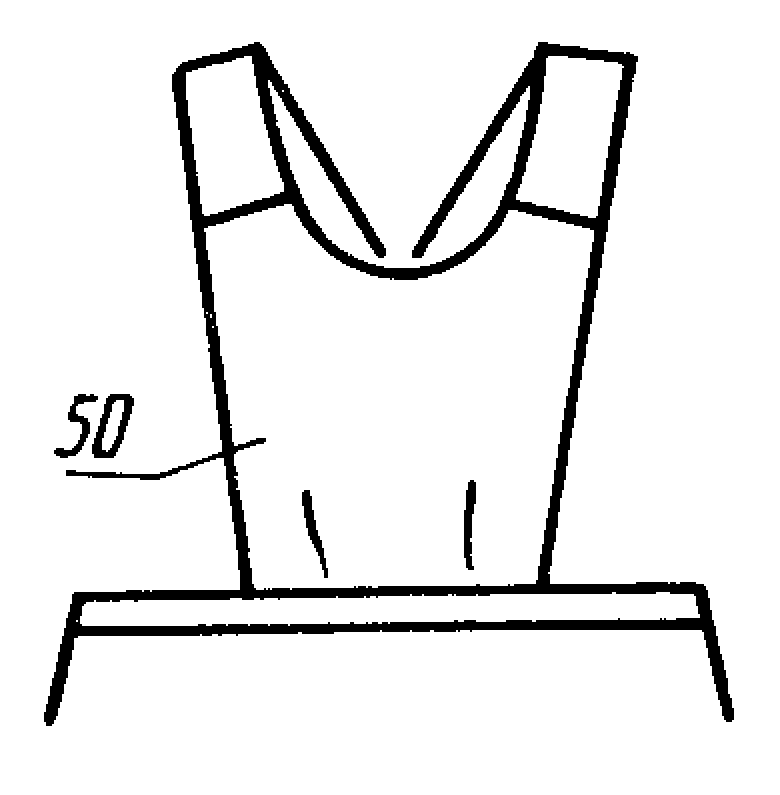
Нагрудник

Накладка — деталь или узел швейного изделия для повышения износоустойчивости и (или) защитных свойств отдельных мест изделия, а также для его декоративного оформления (рис. 1, рис. 2).

## О
Оборка — деталь швейного изделия в виде полосы материала, собранной с одной стороны в сборку или складку и соединённой собранным краем с изделием для его декоративного оформления.

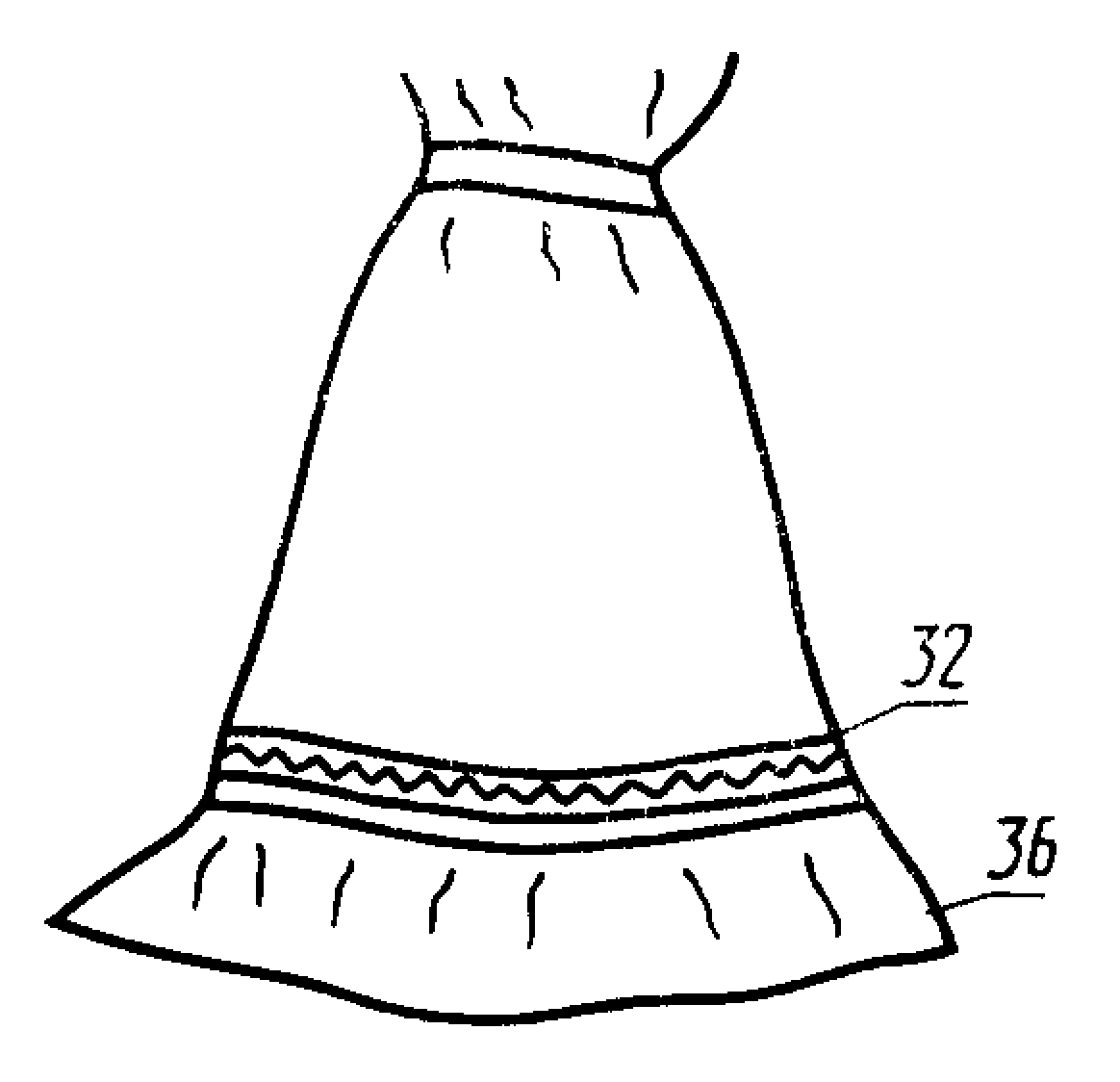
36 — Оборка
32 — Бейка

Обтачка — деталь швейного изделия для обработки срезов или застёжки.

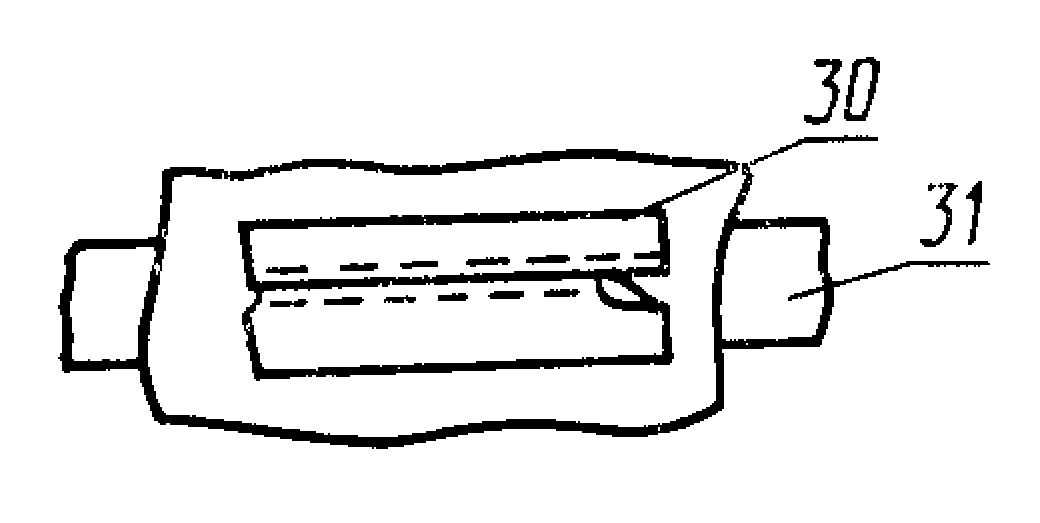
30 — Обтачка
31 — Долевик

Откосок — деталь швейного изделия для обработки потайной застёжки передней части половины брюк, предназначенная для пришивания пуговиц, молнии, кнопок, текстильной застёжки (рис.).
Отлёт воротника — отгибающаяся часть воротника, расположенная выше верхней линии стойки воротника.

## П
Пата — деталь швейного изделия для его декоративного оформления, настроченная или втачанная одним концом в шов.

Пе́ред — основная передняя деталь швейного изделия, цельновыкроенная или состоящая из частей. Если перед состоит из двух частей, соединяющихся на застёжку, проходящую от линии горловины до линии низа изделия, то его половинки называются полочками (правой и левой).
Петля — навесная деталь швейного изделия, предназначенная для его застёгивания (рис.).
Планка — деталь швейного изделия в виде полоски материала для обработки и декоративного оформления краёв застёжки.

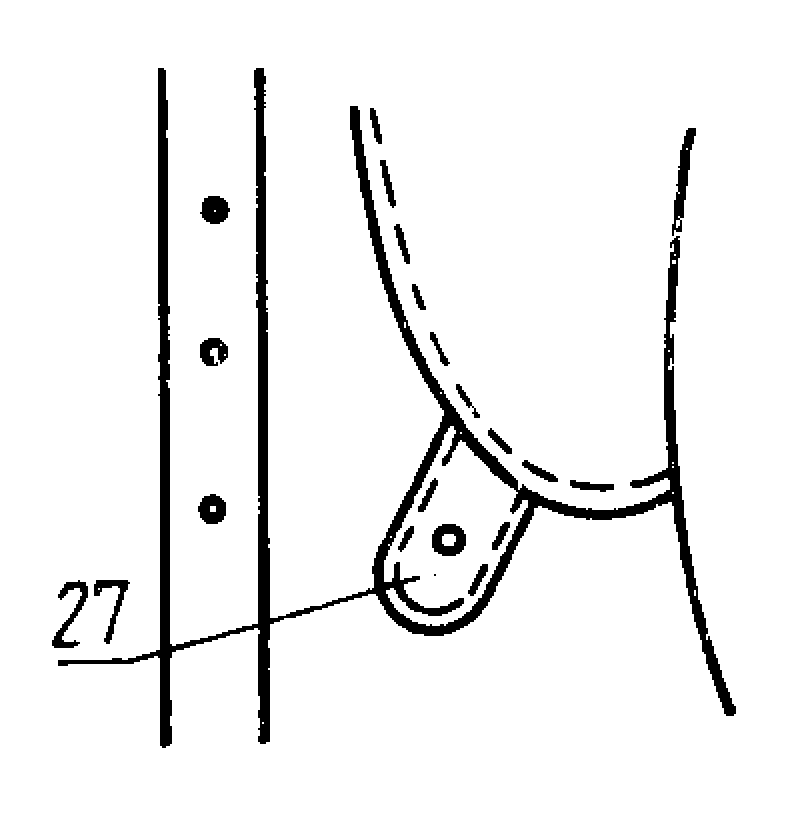
Пата

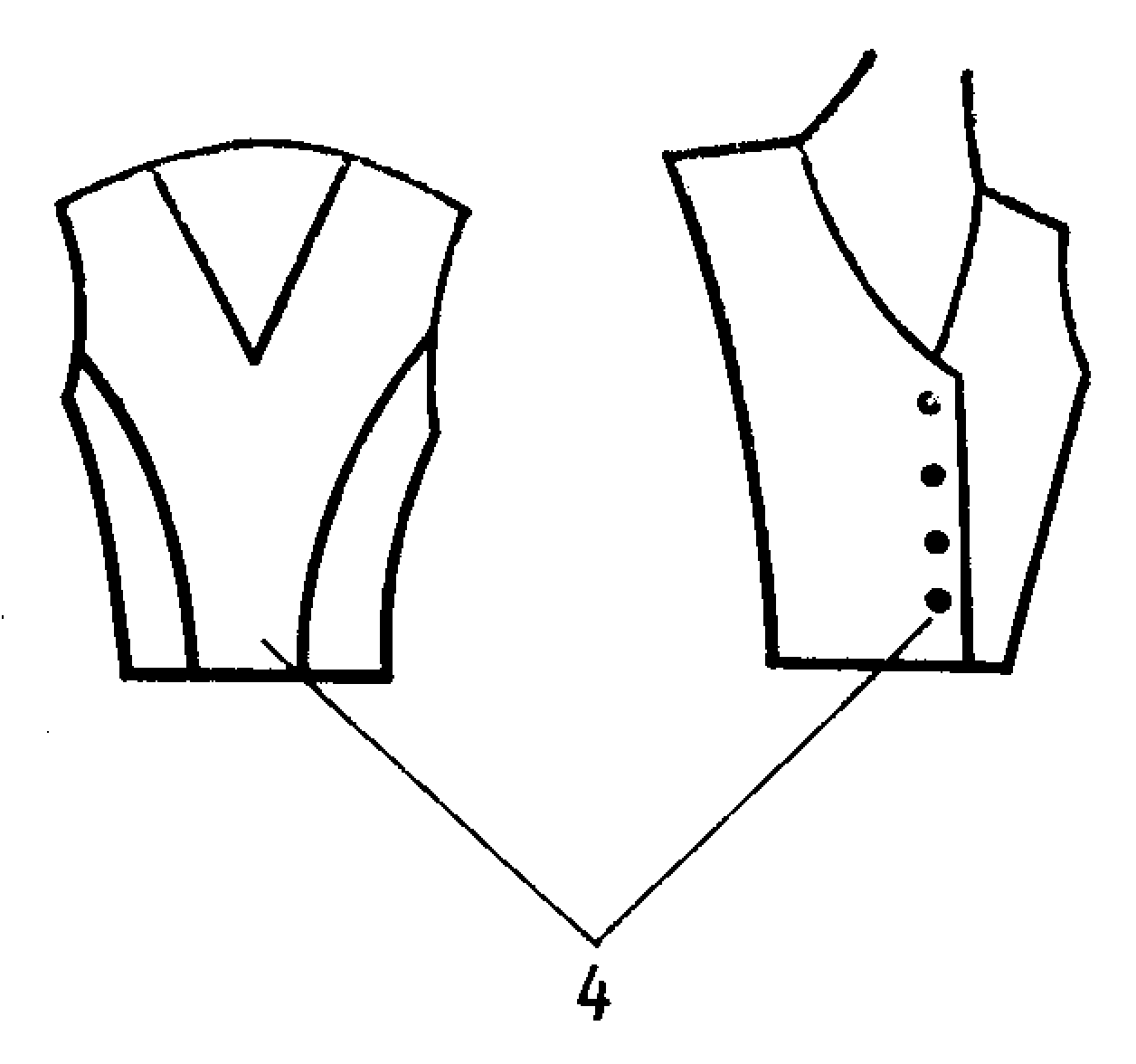
Перед

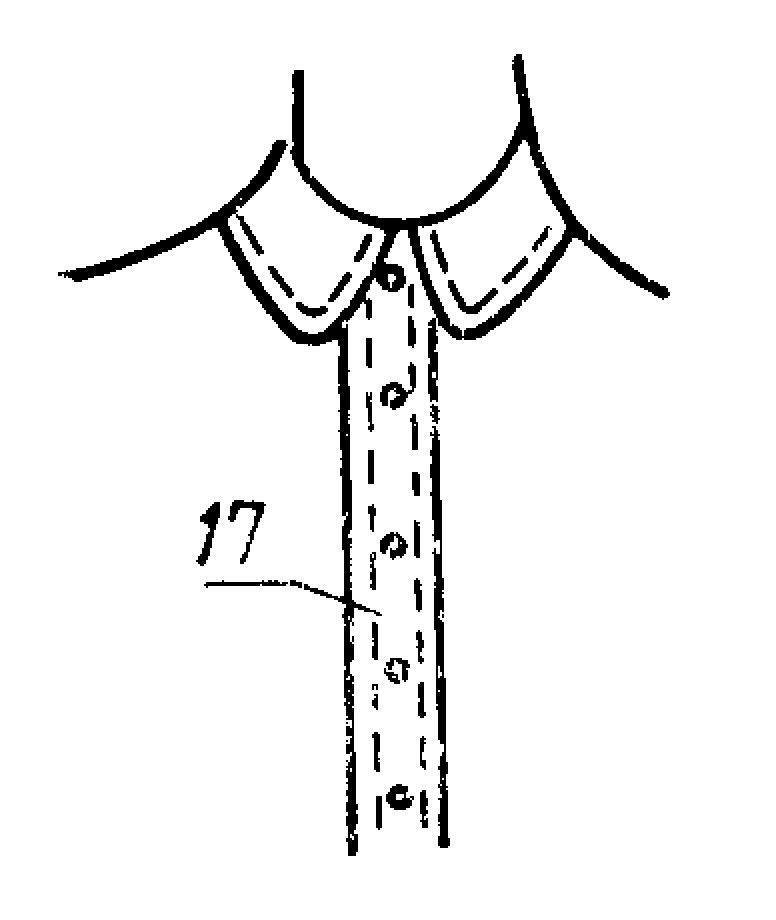
Планка

Плечевая накладка — накладка для придания формы плечевой части швейного изделия.

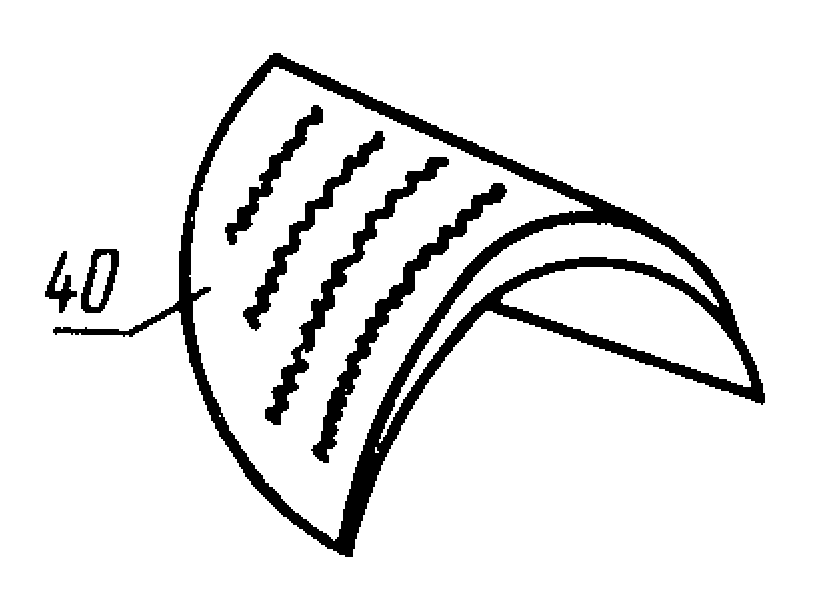
Плечевая накладка

Погон — деталь или узел швейного изделия в виде полосы, прикреплённой к изделию в области плеча для его декоративного оформления.

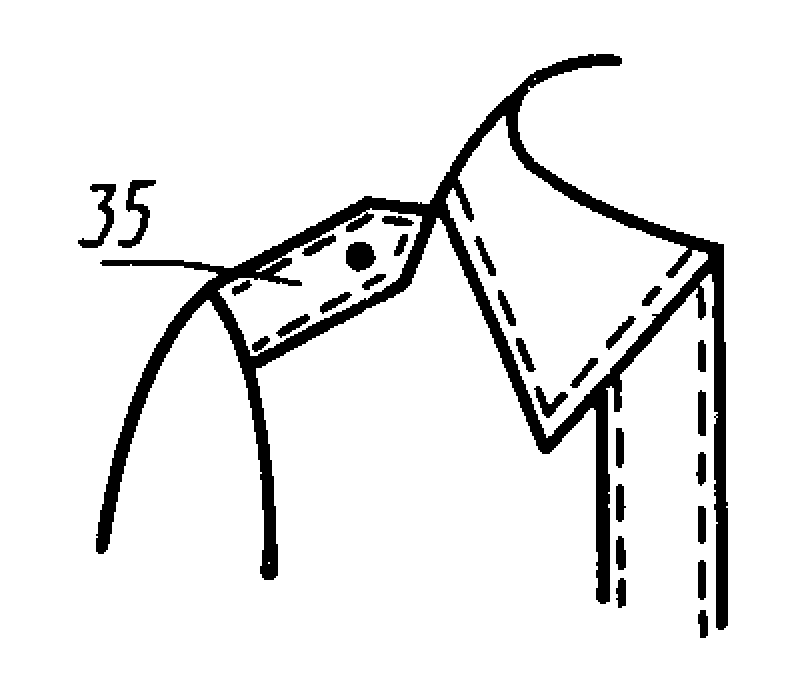
Погон

Подборт — деталь швейного изделия для обработки краёв разреза переда.

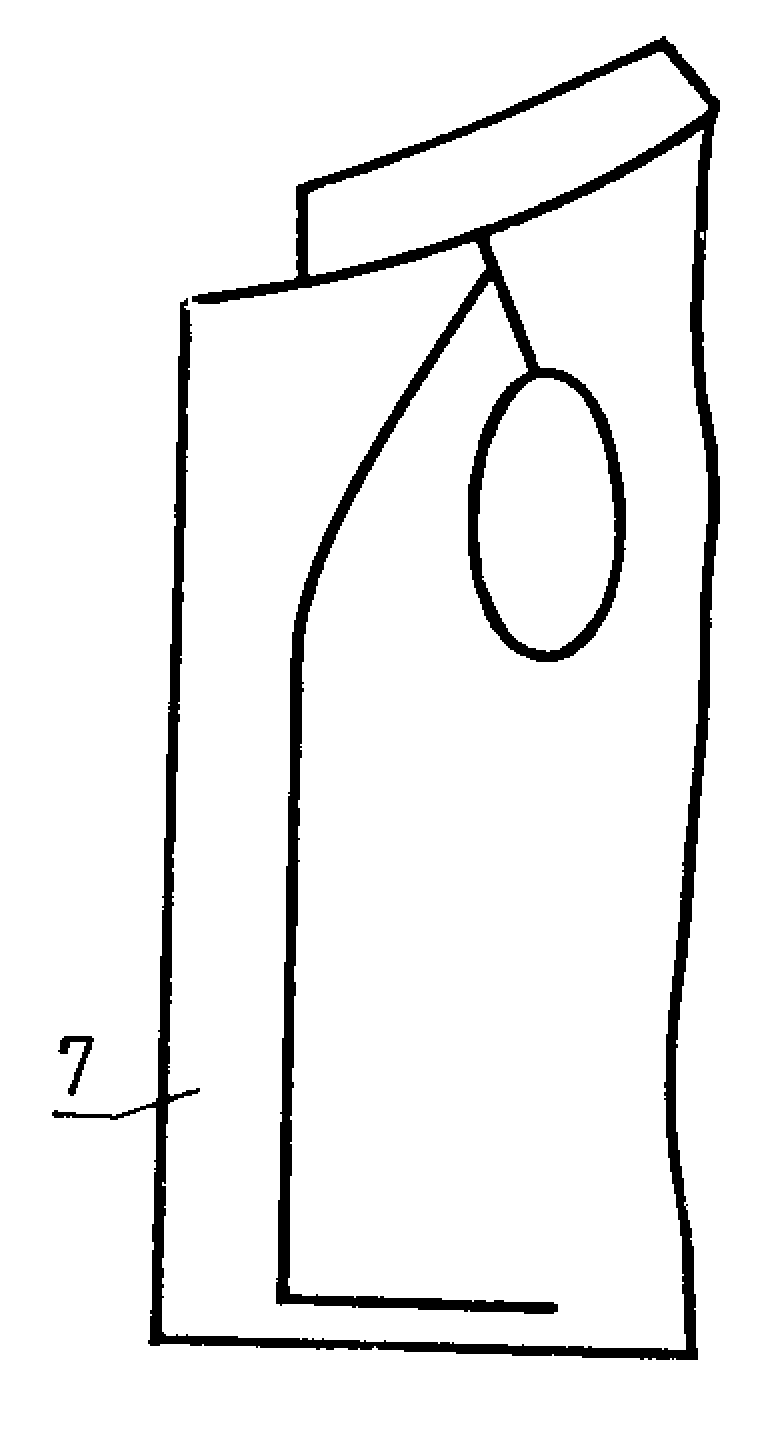
Подборт

Подзакрепка — деталь швейного изделия, предохраняющая место соединения среднего шва брюк с шаговым от растяжения.

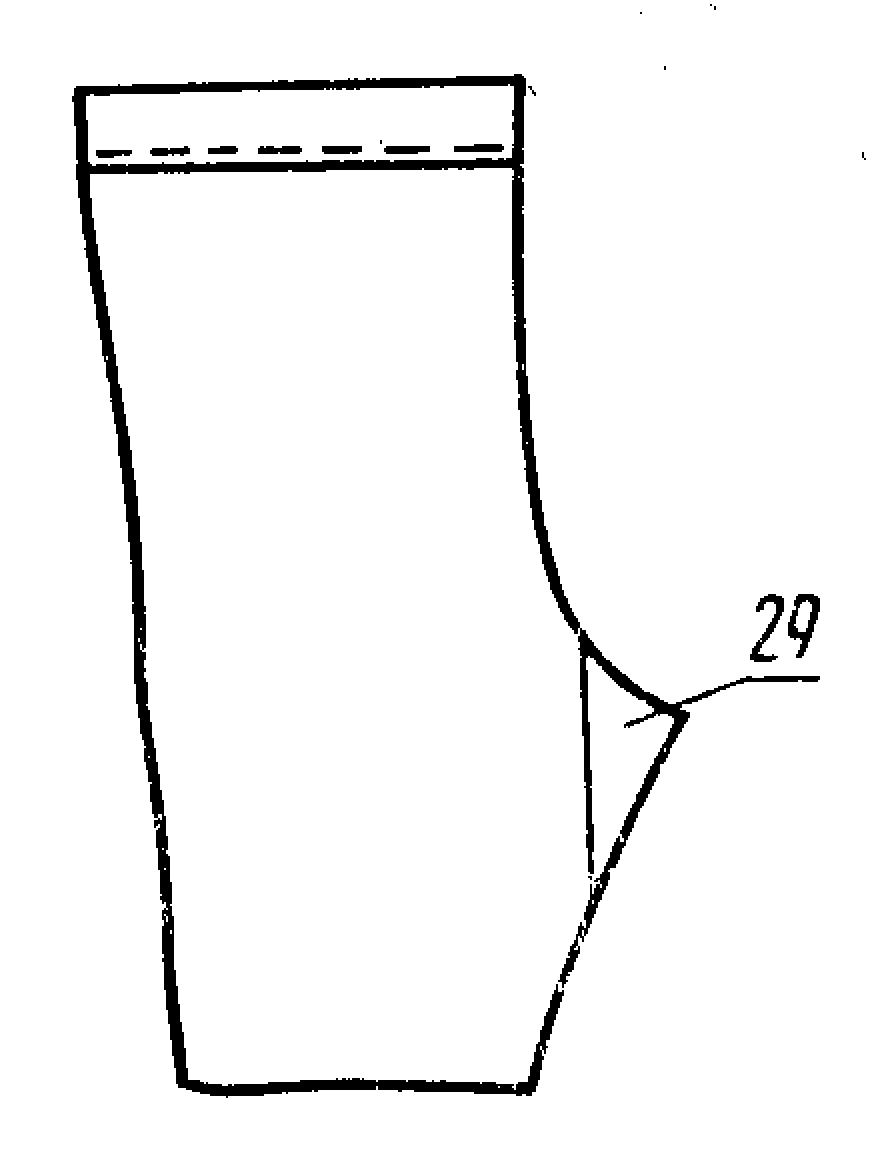
Подзакрепка

Подзор — деталь кармана, закрывающая подкладку кармана в месте его отверстия.

Подкладка — деталь или узел швейного изделия для оформления его с изнаночной стороны.

Половина брюк — деталь швейного изделия, левая и правая, покрывающая нижнюю часть туловища и ногу.
Примечание. Половина брюк может состоять из передней и задней частей.

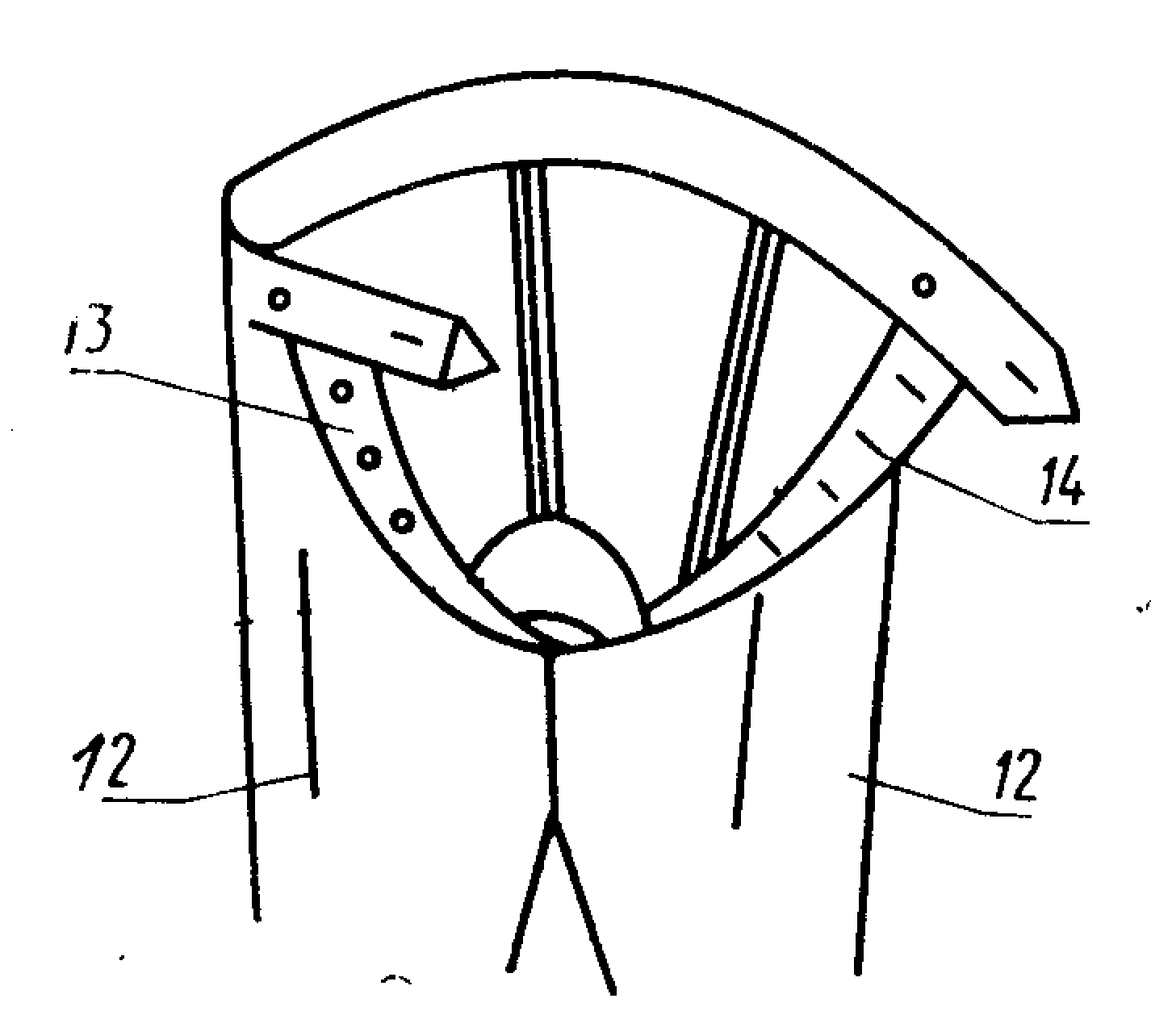
12 — Половина брюк
13 — Откосок
14 — Гульфик

Полотнище юбки — деталь швейного изделия, передняя и (или) задняя, покрывающая часть туловища и ног.
Пояс — деталь швейного изделия для фиксации его на фигуре человека и (или) декоративного оформления.

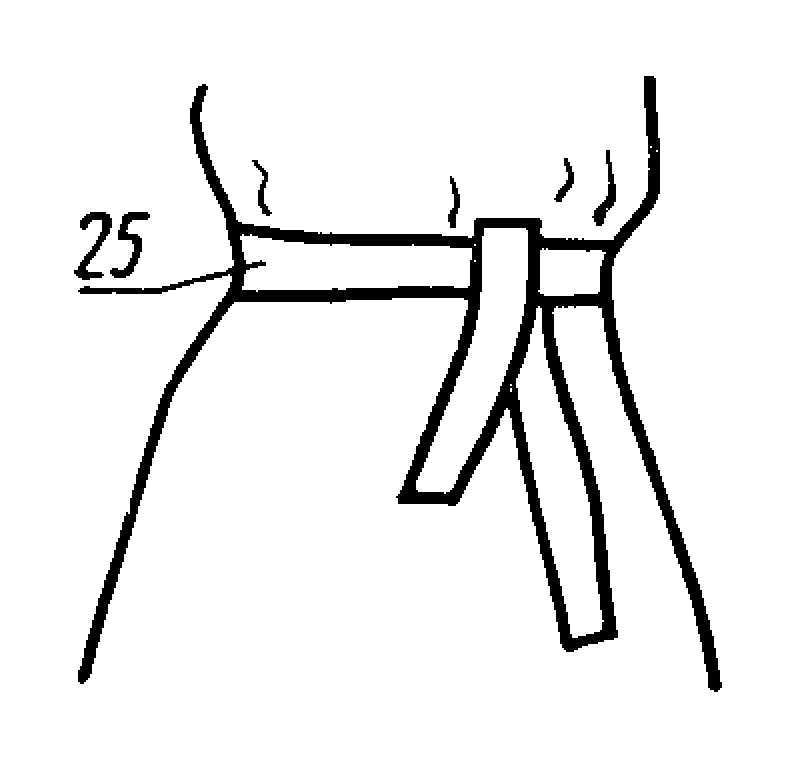
Пояс

Прокладка — деталь или узел швейного изделия для придания устойчивости формы или теплозащитных свойств, расположенные между верхним и нижним слоями материалов.

## Р
Рукав — деталь или узел швейного изделия, покрывающие руку.
Примечание. Рукав может быть различной длины, одношовный, двухшовный или трёхшовный, втачной, реглан, цельновыкроенный со спинкой, передом, кокеткой, состоящий из верхней, нижней, задней и (или) передней части.

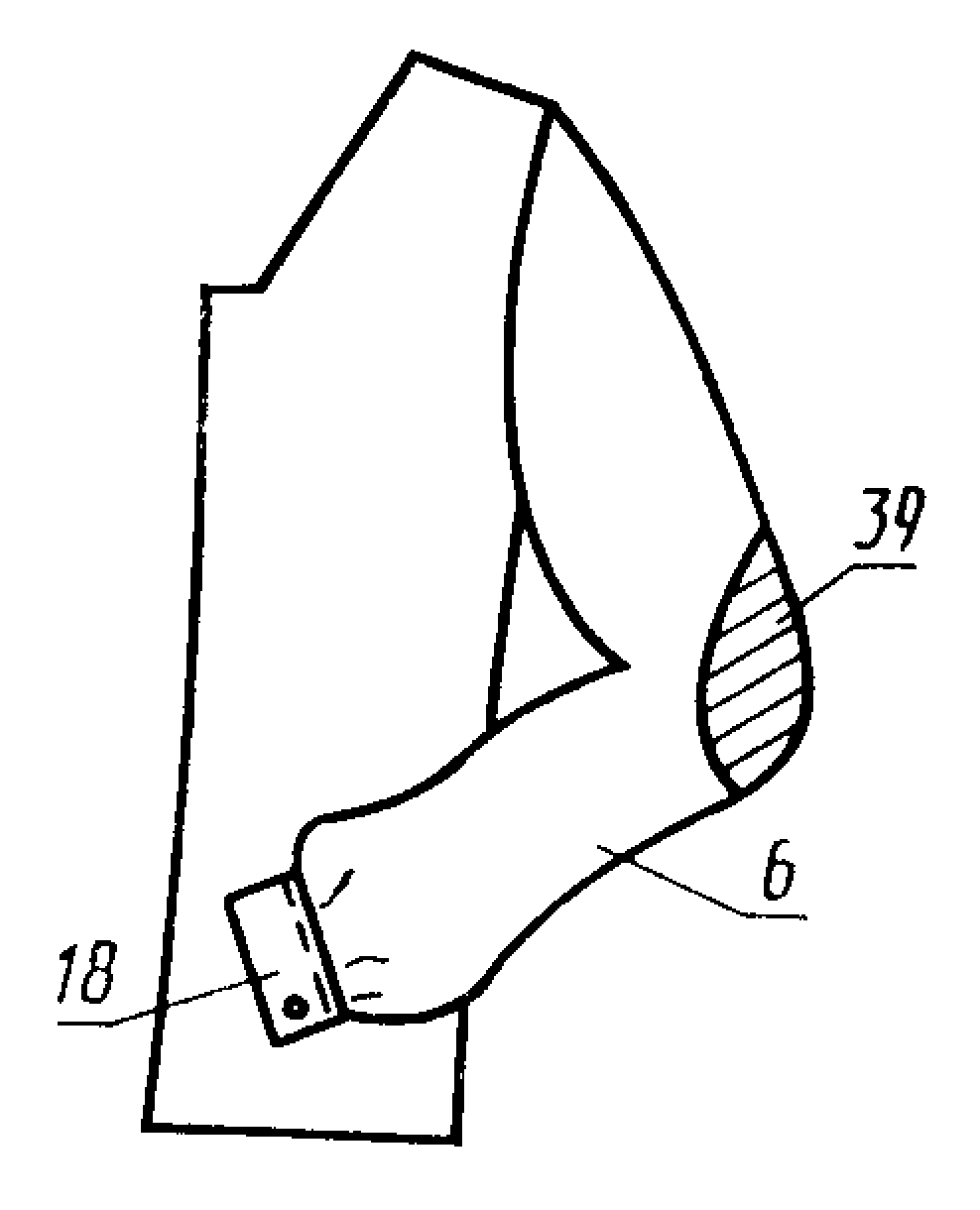
6 — Рукав
18 — Манжета
39 — Накладка

Рюш — деталь швейного изделия для его декоративного оформления в виде полосы материала с обработанными краями по двум, трём или четырём сторонам с образованием сборок или складок посередине.

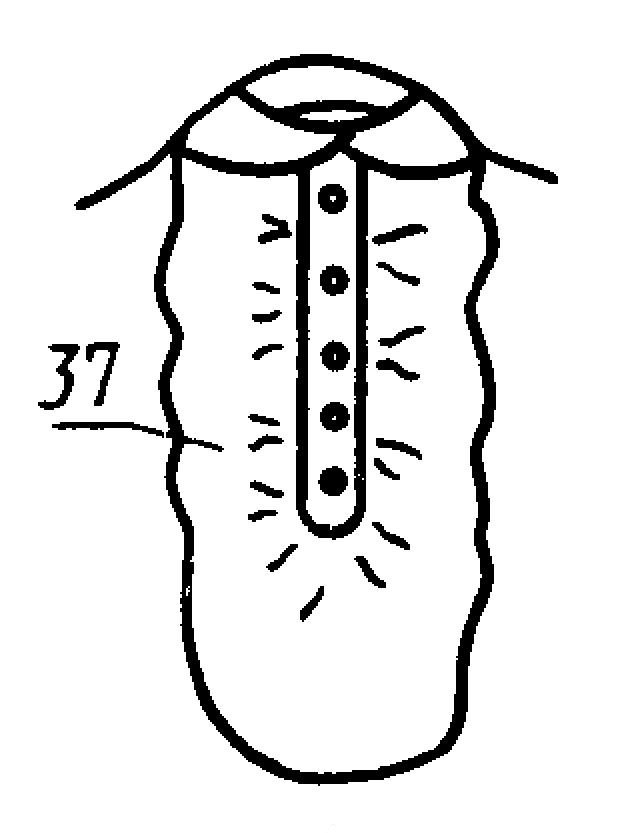
Рюш

## С

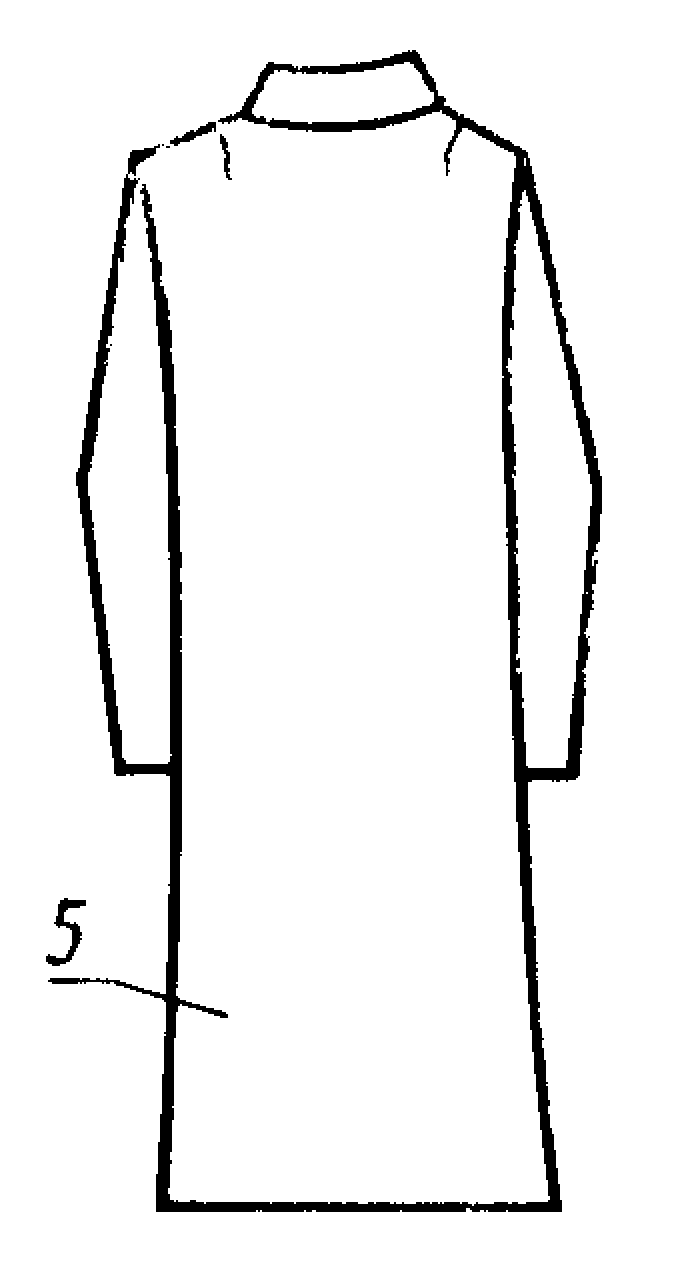
Спинка

Спинка — основная задняя деталь швейного изделия, цельновыкроенная или состоящая из частей.

Стойка воротника — вертикально расположенная часть воротника, оформляющая отгибающуюся часть воротника (рис.).

## Х
Хлястик — деталь швейного изделия, служащая для регулирования степени его прилегания или декоративного оформления.

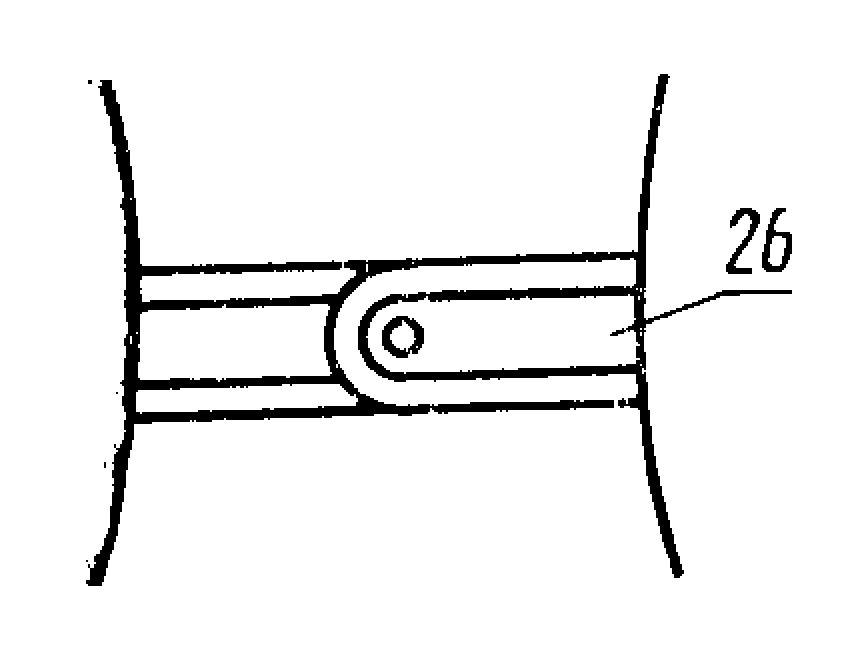
Хлястик

## Ч
Чашка — деталь швейного изделия, покрывающая грудную железу.

## Ш
Шлёвка — деталь швейного изделия для продевания и удерживания пояса, ремня, погона или хлястика в определённом положении.

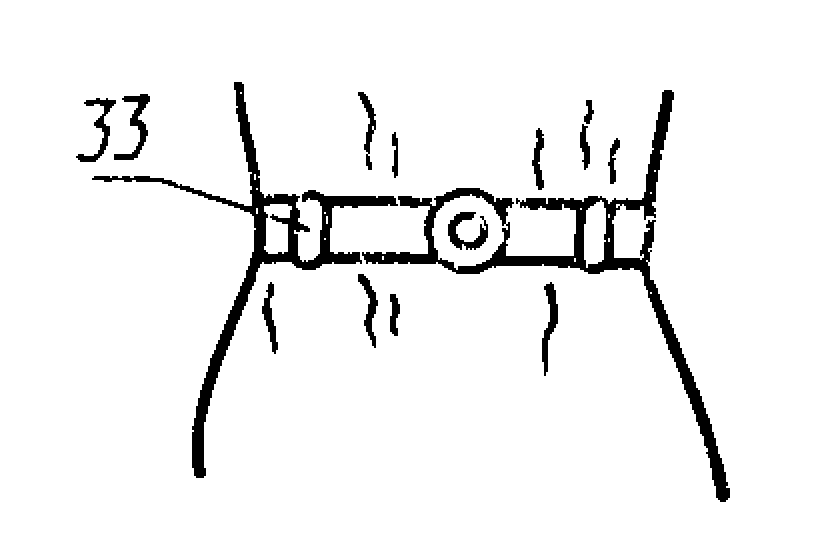
Шлёвка

Штрипка — деталь швейного изделия в виде полоски материала, прикрепляемая к нижней части брюк для удерживания их в натянутом положении.

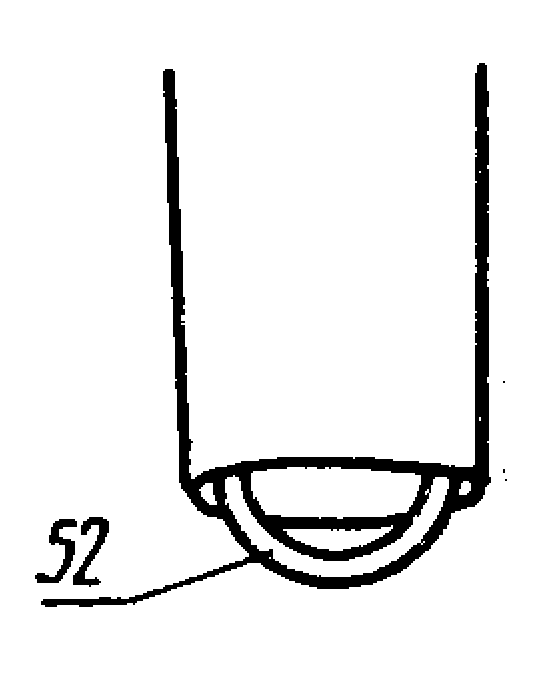
Штрипка

## Детали головных уборов
Бортик — деталь головного убора, цельновыкроенная или состоящая из частей, оформляющая нижний край головки и прилегающая к ней.
Головка — деталь или узел головного убора, состоящие из клиньев, донышка и стенок или цельновыкроенные.
Донышко — деталь головки, цельновыкроенная или состоящая из частей, покрывающая макушечную часть головы.
Козырёк — деталь или узел головного убора для оформления передней части головки.
Примечание. Козырёк может состоять из верхнего и нижнего козырька.
Налобник — деталь головного убора для оформления изделия с изнаночной стороны по всей внутренней окружности.
Наушник — деталь головного убора, закрывающая уши и затылок.
Поля — горизонтально или наклонно расположенная деталь головного убора, оформляющая нижний край головки.
Стенка — деталь головки, цельновыкроенная или состоящая из частей, покрывающая боковую часть головы.